# Tunesisch voetbalelftal (vrouwen)
Het Tunesisch vrouwenvoetbalelftal is een voetbalteam dat uitkomt voor Tunesië bij internationale wedstrijden en toernooien, zoals het Afrikaans kampioenschap voetbal vrouwen.

## Prestaties op eindronden

### Wereldkampioenschap
| Jaar   | Resultaat                                     | Wed                                           | W                                             | G                                             | V                                             | DV                                            | DT                                            |
| ------ | --------------------------------------------- | --------------------------------------------- | --------------------------------------------- | --------------------------------------------- | --------------------------------------------- | --------------------------------------------- | --------------------------------------------- |
| 1991   | Nog niet actief in het internationale voetbal | Nog niet actief in het internationale voetbal | Nog niet actief in het internationale voetbal | Nog niet actief in het internationale voetbal | Nog niet actief in het internationale voetbal | Nog niet actief in het internationale voetbal | Nog niet actief in het internationale voetbal |
| 1995   | Nog niet actief in het internationale voetbal | Nog niet actief in het internationale voetbal | Nog niet actief in het internationale voetbal | Nog niet actief in het internationale voetbal | Nog niet actief in het internationale voetbal | Nog niet actief in het internationale voetbal | Nog niet actief in het internationale voetbal |
| 1999   | Nog niet actief in het internationale voetbal | Nog niet actief in het internationale voetbal | Nog niet actief in het internationale voetbal | Nog niet actief in het internationale voetbal | Nog niet actief in het internationale voetbal | Nog niet actief in het internationale voetbal | Nog niet actief in het internationale voetbal |
| 2003   | Nog niet actief in het internationale voetbal | Nog niet actief in het internationale voetbal | Nog niet actief in het internationale voetbal | Nog niet actief in het internationale voetbal | Nog niet actief in het internationale voetbal | Nog niet actief in het internationale voetbal | Nog niet actief in het internationale voetbal |
| 2007   | Niet deelgenomen aan kwalificatie             | Niet deelgenomen aan kwalificatie             | Niet deelgenomen aan kwalificatie             | Niet deelgenomen aan kwalificatie             | Niet deelgenomen aan kwalificatie             | Niet deelgenomen aan kwalificatie             | Niet deelgenomen aan kwalificatie             |
| 2011   | Niet gekwalificeerd                           | Niet gekwalificeerd                           | Niet gekwalificeerd                           | Niet gekwalificeerd                           | Niet gekwalificeerd                           | Niet gekwalificeerd                           | Niet gekwalificeerd                           |
| 2015   | Niet gekwalificeerd                           | Niet gekwalificeerd                           | Niet gekwalificeerd                           | Niet gekwalificeerd                           | Niet gekwalificeerd                           | Niet gekwalificeerd                           | Niet gekwalificeerd                           |
| 2019   | Niet gekwalificeerd                           | Niet gekwalificeerd                           | Niet gekwalificeerd                           | Niet gekwalificeerd                           | Niet gekwalificeerd                           | Niet gekwalificeerd                           | Niet gekwalificeerd                           |
| / 2023 | Niet gekwalificeerd                           | Niet gekwalificeerd                           | Niet gekwalificeerd                           | Niet gekwalificeerd                           | Niet gekwalificeerd                           | Niet gekwalificeerd                           | Niet gekwalificeerd                           |
| Totaal | 0/9                                           | 0                                             | 0                                             | 0                                             | 0                                             | 0                                             | 0                                             |

### Afrikaans kampioenschap
FTF · A-internationals · Selecties · Bondscoaches · Tunesisch vrouwenelftal · Olympisch elftal · Tunesië U21 · Tunesië U20 · Tunesië U19 · Tunesië U18 · Tunesië U17
1950 – 1959 · 
1960 – 1969 · 
1970 – 1979 · 
1980 – 1989 · 
1990 – 1999 · 
2000 – 2009 · 
2010 – 2019 ·
2020 − 2029
WK 1978 · 
WK 1998 · 
WK 2002 · 
WK 2006 · 
WK 2018
OS 1960 · 
OS 1988 · 
OS 1996 · 
OS 2004
1957 · 
1958 · 
1959 · 
1960 · 
1961 · 
1962 · 
1963 · 
1964 · 
1965 · 
1966 · 
1967 · 
1968 · 
1969 · 
1970 · 
1971 · 
1972 · 
1973 · 
1974 · 
1975 · 
1976 · 
1977 · 
1978 · 
1979 · 
1980 · 
1981 · 
1982 · 
1983 · 
1984 · 
1985 · 
1986 · 
1987 · 
1988 · 
1989 · 
1990 · 
1991 · 
1992 · 
1993 · 
1994 · 
1995 · 
1996 · 
1997 · 
1998 · 
1999 · 
2000 · 
2001 · 
2002 · 
2003 · 
2004 · 
2005 · 
2006 · 
2007 · 
2008 · 
2009 · 
2010 · 
2011 · 
2012 · 
2013 · 
2014 · 
2015 · 
2016 ·
2017 ·
2018 ·
2019 ·
2020 ·
2021 ·
2022 ·
2023 ·
2024
Algerije ·
Angola ·
Argentinië ·
Australië ·
Bahrein ·
België ·
Benin ·
Bosnië en Herzegovina ·
Botswana ·
Brazilië ·
Bulgarije ·
Burkina Faso ·
Burundi ·
Canada ·
Centraal-Afrikaanse Republiek ·
Chili ·
China ·
Colombia ·
Comoren ·
Congo-Brazzaville ·
Congo-Kinshasa ·
Costa Rica ·
Denemarken ·
Djibouti ·
Duitse Democratische Republiek ·
Duitsland ·
Egypte ·
Engeland ·
Equatoriaal-Guinea ·
Ethiopië ·
Finland ·
Frankrijk ·
Gabon ·
Gambia ·
Georgië ·
Ghana ·
Guinee ·
Ierland ·
IJsland ·
Irak ·
Iran ·
Italië ·
Ivoorkust ·
Japan ·
Joegoslavië ·
Jordanië ·
Kaapverdië ·
Kameroen ·
Kenia ·
Koeweit ·
Kroatië ·
Letland ·
Libanon ·
Liberia ·
Libië ·
Madagaskar ·
Malawi ·
Mali ·
Malta ·
Marokko ·
Mauritanië ·
Mauritius ·
Mexico ·
Mozambique ·
Namibië ·
Nederland ·
Nieuw-Zeeland ·
Niger ·
Nigeria ·
Noorwegen ·
Oeganda ·
Oekraïne ·
Oman ·
Oostenrijk ·
Panama ·
Peru ·
Polen ·
Portugal ·
Qatar ·
Roemenië ·
Rusland ·
Rwanda ·
Saoedi-Arabië ·
Sao Tomé en Principe ·
Senegal ·
Servië en Montenegro ·
Seychellen ·
Sierra Leone ·
Slovenië ·
Soedan ·
Somalië ·
Sovjet-Unie ·
Spanje ·
Swaziland ·
Syrië ·
Tanzania ·
Togo ·
Tsjaad ·
Turkije ·
Uruguay ·
Verenigde Arabische Emiraten ·
Verenigde Staten ·
Wales ·
Wit-Rusland ·
Zambia ·
Zimbabwe ·
Zuid-Afrika ·
Zuid-Jemen ·
Zuid-Korea ·
Zweden ·
Zwitserland
België (2018) ·
Engeland (2018) ·
Oekraïne (2006) ·
Panama (2018) ·
Saoedi-Arabië (2006) · 
Spanje (2006)